# Јавни Google DNS

Јавни Google DNS (енгл. Google Public DNS) је услуга система имена домена (DNS) коју Google нуди корисницима интернета широм света. Функционише као рекурзивни сервер имена. Најављен је 3. децембра 2009, у настојању „да учини веб бржим и сигурнијим“. Од 2018. године, то је највећи јавни DNS сервис на свету, који по дану одрађује трилион упита. Јавни Google DNS није повезан са Google Cloud DNS-ом, који је услуга DNS хостинга.

## Услуга
Јавни DNS сервис управља рекурзивним серверима имена за јавну употребу на следеће четири IP адресе. Адресе се мапирају на најближи оперативни сервер путем било какве врсте рутирања.
| Filters име домена        | Не                                      |
| Passes EDNS Client Subnet | Да                                      |
| Validates DNSSEC          | Да                                      |
| Via DNS over HTTPS        | https://dns.google/dns-query            |
| Via DNS over TLS          | dns.google                              |
| Via IPv4                  | 8.8.8.8 8.8.4.4                         |
| Via IPv6                  | 2001:4860:4860:8888 2001:4860:4860:8844 |

Услуга не користи конвенционални софтвер DNS сервера имена, као што је BIND уместо тога се ослања на прилагођену имплементацију, која је у складу са DNS стандардима које је поставио IETF . У потпуности подржава DNSSEC протокол од 19. марта 2013. године. Пре свега тога, Гугл је јавни DNS прихватао и прослеђивао поруке форматиране у DNSSEC-у, али није извршио валидацију која је била потребна.  
Неки DNS провајдери практикују DNS hijacking
(DNS тровање, преусмеравање)  током обраде упита, преусмеравајући веб прегледаче на сајт за оглашавање којим управља провајдер када се постави упит за непостојеће име домена. Гугл услуга исправно шаље одговор непостојећем домену (NXDOMAIN). 
Гугл служба такође се бави безбедношћу DNS-а. Нападачки вектор који се обично користи је ометање DNS сервиса како би се постигло преусмеравање веб страница са легитимних на злонамерне сервере. Гугл документује  да буде отпоран на тровање DNS кеш меморије, укључујући нападе „Kaminsky Flaw” као и нападе који укључују ускраћивања услуге . 

## DNS64
Гугл јавни DNS64 сервис управља рекурзивним серверима имена за јавну употребу на следећим IP адресама за коришћење са NAT64 .  Ови сервери су компатибилни са DNS-ом преко HTTPS-а.
| Filters domains  | Не                                       |
| Passes ECS       | Да                                       |
| Validates DNSSEC | Да                                       |
| Via DoH          | https://dns64.dns.google/dns-query{?dns} |
| Via DoT          | dns64.dns.google                         |
| Via IPv6         | 2001:4860:4860::6464 2001:4860:4860::64  |

## Приватност
Гугл је нагласио да ће у сврху перформанси и безбедности бити избрисана  IP адреса која поставља упит после 24–48 сати, али да ће се на њиховим серверима трајно чувати информације о добављачу Интернет услуга (ISP) и локацији.   

## Историја
У децембру 2009, јавни Гугл DNS је покренут са његовом најавом  на званичном Гугл блогу од стране менаџера производа Према Рамасвамија, уз додатни пост на блогу Google Code . 
У јануару 2019. године јавни Гугл DNS је усвојио DNS преко TLS протокола. 

### DNSSEC
Приликом лансирања јавног Гугл DNS-а, он није директно подржавао DNSSEC . Иако су RRSIG записи могли бити упитани, ознака AD (Authenticated Data) није била постављена у верзији за покретање, што значи да сервер није могао да потврди потписе за све податке. Ово је надограђено 28. јануара 2013. године, када су Гугл-ови DNS сервери тихо почели да пружају информације о DNSSEC валидацији,  али само ако је клијент експлицитно поставио DNSSEC OK (DO) обележивач на свом упиту.  Ова услуга, која захтева ознаку на страни клијента, замењена је 6. маја 2013. са подразумеваном пуном DNSSEC валидацијом, што значи да ће сви упити бити валидирани осим ако клијенти изричито не одустану. 

### Подмрежа клијента
Од јуна 2014. године, Гугл јавни DNS аутоматски открива имена сервера који подржавају опције ЕDNS клијентске подмреже (ECS) као што је дефинисано у IETF нацрту (проверавањем сервера имена ниском брзином са ECS упитима и кеширањем ECS могућности), и слаће упите са ECS-ом опције за такве сервере имена аутоматски. 

### Цензура у Турској
У марту 2014. године, коришћење јавног Гугл DNS-а блокирано je у Турској након што је коришћено за заобилажење блокаде Твитера, која је ступила на снагу 20. марта 2014. године на основу судског налога. Блокирање је резултат ранијих изјава премијера Тајипа Ердогана који је обећао да ће "избрисати Твитер" након штетних оптужби о корупцији у његовом најужем кругу људи . Метода је постала популарна након што је утврђено да је за спровођење забране коришћен једноставан блок имена домена, који би се лако заобишао коришћењем алтернативног DNS разрешивача. Активисти су делили информације о томе како да користе услугу, а IP адресе које сервис користи спрејом исцртали су као графите на зградама. Након открића ове методе, јавни Гугл DNS је у потпуности блокиран.   